# Renilla koellikeri
Renilla koellikeri is een Pennatulaceasoort uit de familie van de Renillidae. De wetenschappelijke naam van de soort is voor het eerst geldig gepubliceerd in 1886 door Pfeffer.